# Kanton La Conca-d'Oro
Kanton La Conca-d'Oro (francouzsky Canton de la Conca-d'Oro) je francouzský kanton v departementu Haute-Corse v regionu Korsika. Tvoří ho 8 obcí.

## Obce kantonu
- Barbaggio
- Farinole
- Oletta
- Olmeta-di-Tuda
- Patrimonio
- Poggio-d'Oletta
- Saint-Florent
- Vallecalle